# Damian Gersztański
Damian Gersztański, właśc. Damian Hersztanśkyj (ur. 20 października?/1 listopada 1865 w Tarażu w powiecie krzemienieckim, zm. 5 maja 1936) – ukraiński kapłan prawosławny i działacz społeczny na Wołyniu, senator I kadencji Senatu RP.
Ukończył prawosławne Wołyńskie Seminarium Duchowne, pracował jako nauczyciel w 4-klasowej szkole przyklasztornej we wsi Mylci. Od 1886 kapłan w Włodzimierzu Wołyńskim, protoprezbiter, proboszcz parafii św. Wasyla. W wyborach w 1907 wybrany deputowanym II kadencji Dumy Państwowej Imperium Rosyjskiego.